# Khemis El-Khechna
Khemis El-Khechna (em árabe: خميس الخشنة) é uma cidade e comuna localizada na província de Boumerdès, Argélia. Segundo o censo de 2008, a população total da cidade era de 75 962 habitantes.